# Richard Eibl

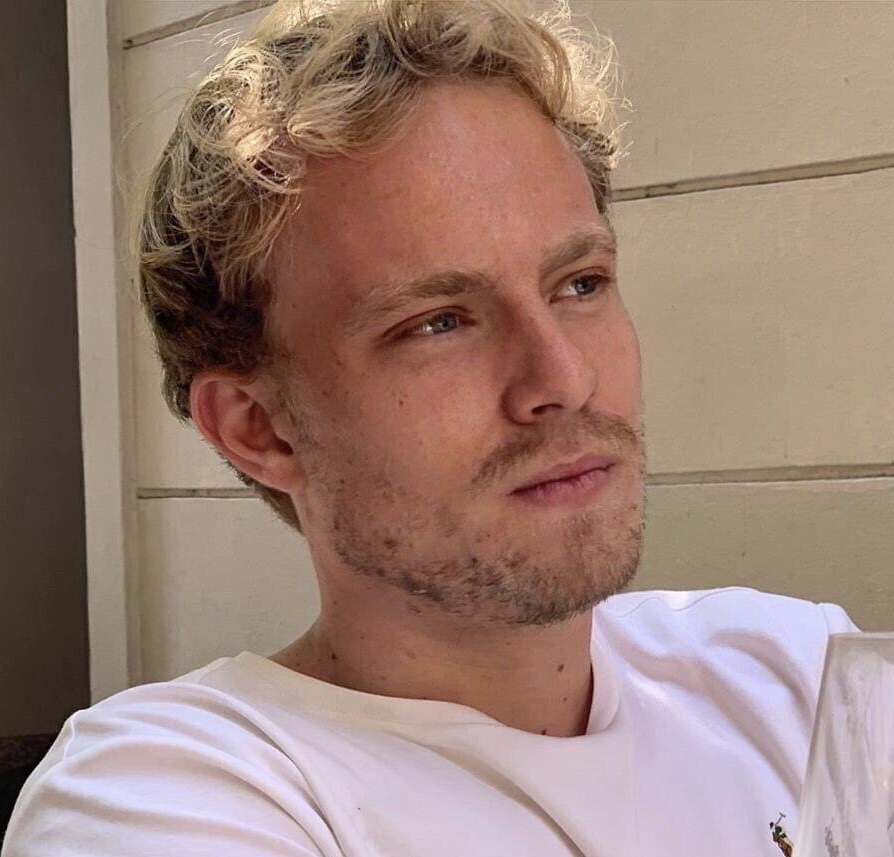
Richard Eibl

Richard Maria Raphael Eibl (* 1995 in München) ist ein deutscher Unternehmer, Jurist und Autor.

## Ausbildung
Eibl absolvierte das Europäische Abitur in Italien und studierte zunächst Musikproduktion in Wien, anschließend Management Science an der Elite-Universität UCL in London und schließlich Europäisches Wirtschaftsrecht am Juridicum der Universität Wien, wo er auch zur verfassungsrechtlichen Aufarbeitung der Coronamaßnahmen forschte. Seine Studienergebnisse wurden 2021 als Lehrbuch mit einem Vorwort von Wolfgang Mazal im Facultas Verlag veröffentlicht. 

## Werdegang
Eibl ist Mitbegründer der 2013 entstandenen Branche der Prozessfinanzierung im österreichischen Mietrecht, die darauf beruht, rechtliche Verfahren zur Rückforderung und Reduktion von gesetzeswidrig hohen Mieten in Altbauwohnungen zu finanzieren, um im Gegenzug am finanziellen Erlös beteiligt zu werden. In den Folgejahren baute er sein Unternehmen Mietheld weiter aus. Die Zulässigkeit des Geschäftsmodells wurde im Jahr 2023 endgültig bejaht, als Eibl ein vom österreichischen Rechtsanwaltsverein gegen seine Firma eingeleitetes Gerichtsverfahren vor dem Obersten Gerichtshof gewann. Im Jahr 2024 berichtete Der Standard, dass Mietheld als Reaktion auf den Markteintritt der Arbeiterkammer fortan auch die Interessen von Vermietern vertreten würde.
Seit 2018 ist Richard Eibl Mitgründer und Geschäftsführer des Wiener LegalTech-Unternehmens Padronus, mit dem er diverse gerichtliche Sammelverfahren entwickelt und finanziert. Während der Corona-Krise verhalf Padronus Hoteliers zu Entschädigungen des Verdienstentgangs nach dem österreichischen Epidemiegesetz sowie Mietern von Geschäftslokalen zu Mietzinsfreistellungen auf Grundlage von § 1104 ABGB, zu dessen rechtlicher Einordnung Eibl in der Zeit im Bild (ZIB) interviewt wurde. Seit 2020 finanziert das Unternehmen in ganz Deutschland und Österreich Gerichtsverfahren zur Rückforderung von Glücksspielverlusten bei nicht konzessionierten Online-Casinos, geht gegen Banken aufgrund unzulässiger Kreditbearbeitungsgebühren, gegen Krankenversicherer wegen rechtswidriger Indexklauseln und gegen Bauträger aufgrund von Kartellrechtsverstößen gerichtlich vor. Laut eigenen Angaben wurden Forderungen in Höhe von über 100 Mio. Euro eingeklagt.
Im Zuge der Energiekrise 2022 stieß Eibl eine in der österreichischen Öffentlichkeit breit geführte Diskussion an, als er dazu aufrief, von der gesetzlich uneingeschränkten und bis dahin weitgehend unbekannten Möglichkeit der Beantragung der Strom-Grundversorgung Gebrauch zu machen, um dadurch beträchtliche Kosteneinsparungen zu erzielen. Zudem warnte er Energieversorger vor der Veröffentlichung falscher Grundversorgungstarife und gab bekannt, diese gerichtlich überprüfen zu wollen. Die Verfassungskonformität der Grundversorgung bestätigte der Verfassungsgerichtshof im Jahr 2024 in einem von Eibls Firma finanzierten Gerichtsverfahren; eine widersprechende landesgesetzliche Regelung hob der Verfassungsgerichtshof im gleichen Verfahren wegen Verfassungswidrigkeit auf. Zusammen mit Rechtsanwalt Georg Zanger und Verbraucherschützer Peter Kolba geht Eibl gegen diverse Energiekonzerne vor.
Europaweites Aufsehen erregte Eibl im Jahr 2023, als er in Zusammenarbeit mit der Rechtsanwaltskanzlei Salburg das erste positive Gerichtsurteil im deutschsprachigen Raum zur Frage der Legalität von Lootboxen erwirkte und Sony zur Rückerstattung geleisteter Zahlungen erstinstanzlich rechtskräftig verurteilt wurde. Da es sich bei Lootboxen um ein umstrittenes, weltweites Milliardengeschäft handelt und das diesbezügliche Gerichtsverfahren einen historischen Präzedenzfall markiert, erstreckte sich die mediale Berichterstattung Österreichs insbesondere auch auf Deutschland, Großbritannien, Italien, und Osteuropa. Ein halbes Jahr später folgte das erste positive Urteil in zweiter Instanz vor dem Landesgericht für Zivilrechtssachen Wien, das Eibl in einem Studiointerview im ORF als Auslöser für eine zukünftige „Klagewelle“ gegen Videospieleanbieter und als das „Aus für Lootboxen in Österreich“ wertete. In derselben Rechtsfrage konnte auch ein gerichtlicher Erfolg gegen die Valve Corporation erzielt werden. Der ARD gewährte Eibl in einer Dokumentation aus dem Frühjahr 2024 Einblick in die Hintergründe der Gerichtsverfahren.
Im Mai 2023 machte Eibl auf einen mutmaßlich europarechtswidrigen maltesischen Gesetzesentwurf aufmerksam, wonach ausländische Glücksspiel-Urteile nicht mehr anerkannt und vollstreckt werden sollen. Diesbezüglich wurde er während eines Studioauftritts im ORF interviewt. Die EU-Kommission prüft derzeit die Einleitung eines entsprechenden Vertragsverletzungsverfahrens.
Nachdem das Landesgericht Klagenfurt in einem Gerichtsverfahren, das Eibls Firma finanziert hatte, die unmittelbare Anwendbarkeit der europäischen Verbandsklagenrichtlinie bejaht hatte, legte das Justizministerium den ersten Gesetzesentwurf zur Umsetzung der Richtlinie in nationales Recht vor. Die österreichische Regierung war mit der Umsetzung der Richtlinie über ein Jahr im Verzug gewesen.
Im Mai 2024 beteiligte sich Eibl an der Plattform fairesNetz, die Verfasser rechtswidriger Hassnachrichten ausforscht und gerichtlich gegen diese vorgeht. Die BILD gab bekannt, das Eibl in diesem Zusammenhang den Anzeigenhauptmeister unter Vertrag genommen hatte und betitelte ihn als „Anzeigenhauptmeister vom Anzeigenhauptmeister“.

## Publikationen
- Grundrechtliche Grenzen des Lockdowns. Sind Massenquarantäne und Impfdiskriminierung verfassungswidrig? Facultas, Wien 2021, ISBN 978-3-7089-2227-0.
- Wie Malta den österreichischen Rechtsstaat brüskiert, anwalt aktuell,06/2023, 26.
- Zessionen, Winkelschreiberei und LegalTech, anwalt aktuell,04/2022, 22.
- Bisherige Rechtsprechung zur Legalität von Lootboxen, Zivilrecht aktuell 16/2023, 307.
- Indexklauseln in Mietverträgen unwirksam? facultas.recht (2023).
- Lootboxen Gerichtsurteil in Österreich: auch Meilenstein und Präzedenzfall für Deutschland? glücksspielwesen.de (2023).
- "Wir haben eine Spaltung der Gesellschaft in Europa" – Interview mit Gregor Gysi, DWN (2016).
- Sind Lootboxen bald Geschichte? Gamesmarkt, 09/2023, 42.
- VfGH: Grundversorgung ist verfassungskonform, facultas.recht (2024).
- Unmittelbare Anwendbarkeit und Umsetzung der Verbandsklagen-Richtlinie, Zivilrecht aktuell 10/2024.